# اپیس (آلاباما)
اپیس (به انگلیسی: Epes) شهرکی در شهرستان سامتر ایالت آلاباما است که مساحت آن ۴٫۹۷ کیلومتر مربع است و در سرشماری سال ۲۰۱۰ میلادی، ۱۹۲ نفر جمعیت داشته و تراکم جمعیتی آن، ۳۸٫۶۳ نفر در هر کیلومتر مربع بوده است.